# محمد بهجة البيطار
الشيخ محمد بهجة بن محمد بهاء الدين البَيطار (1311- 1396 هـ/ 1894- 1976 م)، علامة مسلم مصلح، فقيه ولغوي أديب، من علماء الشريعة والعربية، وخطيب مؤلف، اشتَهَر برقته وعفة يده ولسانه، وهو من الرعيل الأول من أعضاء المجمع العلمي العربي بدمشق (مجمع اللغة العربية).

## مولده ونشأته
هو محمد بهجة بن محمد بهاء الدين بن عبد الغني بن حسن بن إبراهيم بن حسن بن محمد بن حسن بن إبراهيم بن عبد الله البَيطار. ولد في حي المَيدان بمدينة دمشق عام 1311هـ الموافق لعام 1894م، لأسرة عريقة شهيرة بالعلم والصلاح والفضل، ترجع في أصولها إلى الجزائر، قدِمَ جدُّهم الشيخ أحمد ابن البَيطار المالكي إلى دمشق من مدينة البُلَيدة الجزائرية، عام 944هـ/ 1537م، ونزل في زاوية الشيخ أبي بكر المَوصِلي بحيِّ المَيدان.
نشأ في حجر والده الشيخ العالم محمد بهاء الدين البَيطار، وتلقَّى عليه مبادئ علوم الدين واللغة.

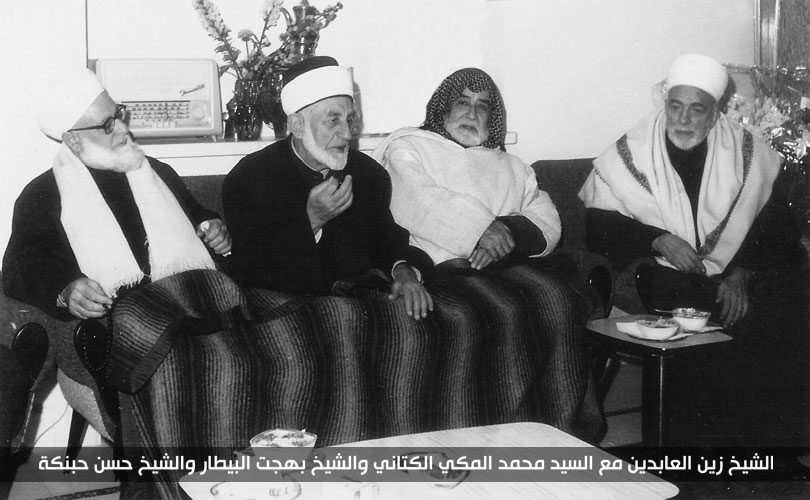
من اليمين: زين العابدين التونسي، محمد مكي الكتَّاني، محمد بهجة البَيطار، حسن حَبَنَّكة المَيداني

كان والده من شيوخ دمشق، ومن مشايخ الصوفية الغلاة، يقول علي الطنطاوي: «ومن أعجب العجب، أن والد الشيخ بهجة كان صوفياً من غلاة الصوفية، القائلين بوحدة الوجود، على مذهب ابن عربي، وابن سبعين والحلاج.» تلقى عليه مبادئ علوم الدين واللغة، ثم درس على يد أعلام عصره، مثل: جمال الدين القاسمي، محمد الخضر حسين، محمد بن بدران الحسني، محمد رشيد رضا.
وكان تأثره بالشيخ جمال الدين القاسمي كبيراً، قال عاصم البيطار ولد الشيخ بهجة: «وكان والدي ملازماً للشيخ جمال الدين ، شديد التعلق به ، وكان للشيخ – رحمه الله- أثر كبير ، غرس في نفسه حب السلفية ونقاء العقيـدة ، والبعد عن الزيف والقشور ، وحسن الانتفاع بالوقت والثبات على العقيدة ، والصبر على المكاره في سبيلها ، وكم كنت أراه يبكي وهو يذكر أستاذه القاسمي»
وقد اختير الشيخ «بهجة البيطار» في جمعية العلماء، ثم في رابطة العلماء في دمشق. وتولى الخطابة والإمامة والتدريس في جامع «القاعة» في الميدان خلفاً لوالده، ثم في جامع «الدقاق» في الميدان أيضاً، استمر فيه حتى وفاته.
تنقل في وظائف التدريس في سوريا والحجاز ولبنان، كما أنه درّس في الكلية الشرعية بدمشق: التفسير والأخلاق، ودرّس كذلك في دار المعلمين العليا وفي كلية الآداب في دمشق، وبعد التقاعد قصر نشاطه على المحاضرات الجامعية والتدريس الديني. وكان الشيخ عضواً في المجمع العلمي العربي، ومشرفاً على مجلته. وسافر للحجاز وحضر مؤتمر العالم الإسلامي في مكة المكرمة عام 1345هـ، وأبقاه الملك عبد العزيز فجعله مديراً للمعهد العلمي السعودي في مكة، ثم ولاه القضاء، فاشتغل به مدة ثم استعفاه، قولاه وظائف تعليمية، وجعله مدرساً في الحرم، وعضواً في مجلس المعارف، ثم دعي الشيخ لإنشاء دار التوحيد في الطائف.
قال عنه علي الطنطاوي: «لقد وجدت أن الذي أسمعه منه يصدم كل ما نشأت عليه، فقد كنت في العقائد على ما قرره الأشاعرة والماتريدية، وهو شيء يعتمد في تثبيت التوحيـد من قريب أو بعيد على الفلسفة اليونانية، وكنت موقناً بما ألقوه علينا، وهو أن طريقة السلف في توحيد الصفات أسلم ، وطريقة الخلف أحكم، فجاء الشيخ بهجة يقول: (بأن ما عليه السلف هو الأسلم، وهو الأحكم). وكنت نشأت على النفرة من ابن تيمية والهرب منه؛ بل وبغضه، فجاء يعظمه لي، ويحببه إليّ، وكنت حنفياً متعصباً للمذهب الحنفي، وهو يريد أن أجاوز حدود التعصب المذهبي، وأن اعتمد على الدليل، لا على ما قيل، وتأثرت به، وذهبت مع الأيام مذهبه مقتنعاً به، بعد عشرات من الجلسات والسهرات في المجادلات والمناظرات»
ثم يقول علي الطنطاوي: «وكان اتصالي بالشيخ بهجـة قد سبب لي أزمة مع مشايخي، لأن أكثر مشايخ الشام ممن يميلون إلى الصوفية، وينفرون من الوهابية، وهم لا يعرفونها ولا يدرون أنه ليس في الدنيا مذهب اسمه الوهابية، وكان عندنا جماعة من المشايخ يوصفون بأنهم من الوهابيين، على رأسهم الشيخ محمد بهجة البيطار.»

## حياته العلمية
درس على يد أعلام عصره مثل جمال الدين القاسمي، محمد الخضر حسين، محمد بن بدران الحسني، محمد رشيد رضا، وكان تأثره بالشيخ جمال الدين القاسمي كبيراً، وغرس في نفسه حب العقيدة السلفية ونقاءها، والبعد عن الزيف والقشور، وحسن الانتفاع بالوقت والثبات على العقيدة، والصبر على المكاره في سبيلها.

## مذهبه الفقهي
كان والده شافعي المذهب فتفقه بالمذهب الشافعي ونشأ عليه في أول أمره. عندما توفي والده سنة 1910م وعمره حوالي 16 سنة، تولى جده لأمه رعايته وتابع دراسة العلوم عليه وبواسطته لقي الشيخ جمال الدين القاسمي من الشافعية السلفية ولازمه واتبع طريقته في الأخذ بما قام عليه الدليل عنده. كان عمره آنذاك 16-17 سنة.

## أعماله
أسهم في نشر العقيدة الصحيحة وتولى عدد من المناصب العلمية، وتولى الخطابة والإمامة والتدريس واستمر فيها حتى وفاته.
سافر للحجاز وحضر مؤتمر العالم الإسلامي في مكة المكرمة عام 1345هـ، وأبقاه الملك عبد العزيز آل سعود فجعله مديراً في المعهد العلمي السعودي في مكة، ثم ولاه القضاء واشتغل به مدة ثم استعفاه، فولَّاه وظائف تعليمية، وجعله مدرساً في الحرم المكي وعضواً في مجلس المعارف السعودية ، ثم دعي لإنشاء دار التوحيد في الطائف، وكان خطيباً بارعاً يخطب ارتجالاً.

## من مؤلفاته
- الإسلام والصحابة الكرام بين السُّنة والشيعة.
- تفسير سورة يوسف.
- حياة شيخ الإسلام ابن تيمية: محاضرات ومقالات ودراسات.
- الرحلة النجدية الحجازية: صور من حياة البادية.
- كلمات وأحاديث، كان بعنوان: الثقافتان الصفراء والبيضاء.
- مسائل الإمام أحمد: أبو داود (تعليق).
- أسرار العربية: لابن الأنباري (تحقيق).
- قواعد التحديث من فنون مصطلح الحديث: محمد جمال الدين القاسمي (تحقيق وتعليق).
- حلية البشر في تاريخ القرن الثالث عشر: لجده عبد الرزاق البيطار (تحقيق وتقديم).
- الفضل المبين على عقد الجوهر الثمين وهو شرح الأربعين العجلونية: تأليف جمال الدين القاسمي.

## وفاته
توفي في دمشق في غرة شهر جمادى الآخرة عام 1396 هـ الموافق لعام 1976م. ودُفن في مقبرة البوَّابة (بوَّابة الله).

## وصلات خارجية
- محمد بهجة البيطار على موقع أرشيف الشارخ.
- علامة الشام محمد بهجة البيطار من بيت غلاة الصوفية إلى اتباع السلفية
- من أعلام التجديد.. الشيخ محمد بهجة البيطار علاّمة الشام